# Tiziana Soudani
Tiziana Cerutti Soudani (Locarno, 1956 – Lugano, 26 gennaio 2020) è stata una produttrice cinematografica svizzera, è stata produttrice per lungo tempo di Alice Rohrwacher e Silvio Soldini, fondatrice della casa cinematografica indipendente Amka Film e moglie del regista algerino Mohammed Soudani.

## Biografia
Nasce nel 1956 a Locarno.
Si avvicina al cinema grazie al marito, il regista Mohammed Soudani, che era anche autore di molti film da lei prodotti. 
La sua passione sembra sia nata nel 1987, a Ouagadougou in Burkina Faso, grazie al film Ablakan di Roger Gnoan M'Bala. Il film la spinge verso il cinema. 
Diventa, insieme al marito, una produttrice indipendente e fonda nel 1988 la Amka Films, dalla fusione dei nomi delle sue due figlie: Amel e Karima. 
Ha iniziato a lavorare producendo soprattutto documentari, di cui molti ambientati in Africa, ma dal 1992 al 1995 ha iniziato a collaborare strettamente con il Festival di Locarno prima come responsabile della sezione dedicata ai registi emergenti e poi come collaboratrice del direttore artistico Marco Müller. 
In questo ruolo la Soudani ha espresso tutta la sua capacità di individuare i talenti e di sostenerli con fondi di produzione svizzera ed è ha svolto un ruolo fondamentale nella produzione ad esempio di Giorni e nuvole e Pane e tulipani di Silvio Soldini. 
Ha promosso la carriera di Alice Rohrwacher, fornendo finanziamenti di coproduzione svizzera alla giovane autrice per film come Lazzaro Felice e Le meraviglie. Tra i giovani registi anche Irene Dionisio con Le ultime cose. 
Ultima scoperta è stata la regista svizzera Klaudia Reynicke, nata in Perù ma residente a Lugano. 
Ha ricevuto diversi premi tra cui il Prix d’honneur delle 52esime giornate cinematografiche di Soletta e il premio Cinema Ticino. Nel 2019 è stata membro della giuria dello Zurigo Film Festival presieduta da Oliver Stone. 
Muore nel 2020 dopo una lunga malattia.

## Filmografia

### Produttrice
- Nel nome di Cristo, regia di Roger Gnoan M'Bala – documentario (1993)
- Waalo Fendo - Dove la terra gela, regia di Mohammed Soudani – documentario (1997)
- La Lupa - Grazie alla vita, regia di Lucienne Lanaz (2000)
- Pane e tulipani, regia di Silvio Soldini (2000)
- Adanggaman, regia di Roger Gnoan M'Bala – documentario (2000)
- Guerre sans images. Algerie, je sais que tu sais, regia di Mohammed Soudani – documentario (2002)
- Vodka lemon, regia di Hiner Saleem (2003)
- Agata e la tempesta, regia di Silvio Soldini (2004)
- Face addict, regia di Edo Bertoglio (2005)
- Quale amore, regia di Maurizio Sciarra (2006)
- Promised land, regia di Michael Beltrami (2006)
- Giorni e nuvole, regia di Silvio Soldini (2006)
- Le pere di Adamo, regia di Guido Chiesa (2007)
- La scuola è finita, regia di Valerio Jalongo (2010)
- Taxiphone: El Mektoub, regia di Mohammed Soudani (2010)
- Lionel, regia di Mohammed Soudani (2010)
- Sorelle d'Italia, regia di Vito Robbiani e Lorenzo Buccella – documentario (2010)
- Corpo celeste, regia di Alice Rohrwacher (2011)
- L'intervallo, regia di Leonardo Di Costanzo (2012)
- Le meraviglie, regia di Alice Rohrwacher (2014)
- Sangue del mio sangue, regia di Marco Bellocchio (2015)
- Il nido, regia di Klaudia Reynicke (2016)
- Le ultime cose, regia di Irene Dionisio (2016)
- CERN & il senso della bellezza, regia di Valerio Jalongo – documentario (2017)
- L'intrusa, regia di Leonardo Di Costanzo (2017)
- Non ho l'età, regia di Olmo Cerri – documentario (2017)
- Lazzaro felice, regia di Alice Rohrwacher (2018)
- Love Me Tender, regia di Klaudia Reynicke – documentario (2019)
- Favolacce, regia di Damiano D'Innocenzo e Fabio D'Innocenzo (2020)

## Premi e riconoscimenti
Ciak d'oro
2013 - Miglior produttore - L'intervallo